# ألفاباي
كان ألفاباي ماركت (بالإنجليزية: AlphaBay Market) عبارة عن موقع وسوق في الأنترنيت المظلم يعمل على خدمة شبكة تور. في 13 يوليو 2017، أُغلق الموقع كجزء من عملية بايونيه التي طالت الموقع (وأيضا موقع هانسا) في الولايات المتحدة وكندا وتايلاند. تم العثور على المؤسس المزعوم للموقع ألكسندر كاسيس Cazes، وهو مواطن كندي من مواليد 19 أكتوبر 1991، عُثر عليه ميتًا في زنزانته في تايلاند بعد عدة أيام من اعتقاله؛ ويُشتبه في كونه أقدم على الانتحار.

## التاريخ
أُطلق الموقع رسميًا في 22 ديسمبر 2014، حيث سجل 14,000 مُستخدم جديد في أول 90 يومًا من إنشائه. وضع موقع الويب الإخباري darknet Gwern.net موقع ألفاباي في أعلى مُستوى للأسواق من حيث احتمالية البقاء نشطة لمدة 6 أشهر وقد أثبت الموقع نجاحه.
في مايو 2015، أعلن الموقع عن عقود رقمية متكاملة ونظام ضمان. يسمح نظام العقد للمُستخدمين بإجراء ارتباطات والموافقة على تقديم الخدمات في المستقبل، وفقًا لشروط العقد.
بحلول أكتوبر 2015، كان لدى ألفاباي أكثر من 200,000 مستخدم.
عندما أُغلق الموقع في يوليو 2017، كان مُسجلا فيه ما يفوق مجموعه 400,000 مستخدم.
كان ألفاباي يُعرف في عالم أسواق الشبكة المُظلمة بدعمه لعُملة مونيرو بالإضافة إلى عُملة بيتكوين. عُملة مونيرو هي عملة معماة، وقد دعمها الموقع في نهاية أغسطس 2016.

## خروقات الموقع
في أبريل 2016، اختُرقت واجهة برمجة تطبيقات موقع ألفاباي مما أدى إلى سرقة 13,000 رسالة. في يناير 2017، تعرضت الواجهة للاختراق مرة أخرى، مما تسبب في تسريب أكثر من 200,000 رسالة خاصة من آخر 30 يومًا وقائمة بأسماء المستخدمين، وقد نفذ هاته الهجمة الإلكترونية (الاختراق) هاكر واحد.

## التغطية الإعلامية
في 28 مارس 2015، تصدر موقع سوق ألفاباي عناوين الأخبار بعد عرضه حسابات أوبر مسروقة للبيع. أصدرت شركة أوبر بيانًا بشأن اختراق مُحتمل للبيانات، جاء فيه: 
 «لقد حققنا ولم نجد أي دليل على اختراق. إن محاولة الوصول إلى الحسابات أو بيعها عن طريق الاحتيال أمر غير قانوني وقُمنا بإخطار السلطات بهذا التقرير. هذه فرصة جيدة لتذكير الأشخاص باستخدام أسماء مستخدمين وكلمات مرور قوية ووحيدة وتجنب إعادة استخدام نفس بيانات الاعتماد عبر مواقع وخدمات متعددة». 
 في أكتوبر 2015، تعرضت شركة الاتصالات (TalkTalk) والتي يقع مقرها في لندن، تعرضت لهجمة اختراق كبيرة. تم عرض البيانات المسروقة للبيع في سوق ألفاباي، مما أدى إلى اعتقال صبي يبلغ من العمر 15 عامًا. أصدرت الرئيسة التنفيذية للشركة ديدو هاردينغ (بالإنجليزية: Dido Harding) البيان التالي: 
 «تقوم TalkTalk بتحديث أنظمتها باستمرار، وذلك للتأكد من أنها آمنة قدر الإمكان ضد تهديدات الجرائم الإلكترونية التي تشهد تطورا مُسرعا، مما يؤثر على عدد متزايد من الأفراد والمنظمات. نحن نتعامل مع أي تهديد لأمن بيانات عملائنا بجدية بالغة ونتخذ جميع الخطوات اللازمة لفهم ما حدث هنا». 
 في ديسمبر 2015، أصدر موقع CodeBreaker بودكاست يصف تجربة التسوق في موقع ألفاباي. يتحدث هذا البودكاست عن شراء مواد قانونية مثل الأدوية الصيدلانية من الموقع.
في أغسطس 2017، تم الكشف عن ألفاباي كمكان محتمل قام من خلاله أحد منفذي تهديدات القنابل في مركز الجالية اليهودية 2017 ببيع «خدمة التهديد بوجود قنابل في المدرسة عبر البريد الإلكتروني». قام هذا الشخص، ويُدعى مايكل كادار، قام بإجراء 245 مكالمة تهديدية للمدارس والمراكز المجتمعية. لاحظ عالم الجريمة ديفيد ديكاري هيتو أن هذا الحدث كان ملحوظًا لكونه أول مثال حقيقي على بيع الخدمات الإجرامية على سوق مظلمة. وقال: «كل الحالات التي سمعت عنها حتى الآن اتضح أنها ضمن عمليات سلطات تنفيذ القانون التي تحاول فيها العثور على أشخاص مهمين»، مما يجعل هذه القضية فريدة من نوعها في تجربته حتى تلك اللحظة.

## الحجز والإغلاق

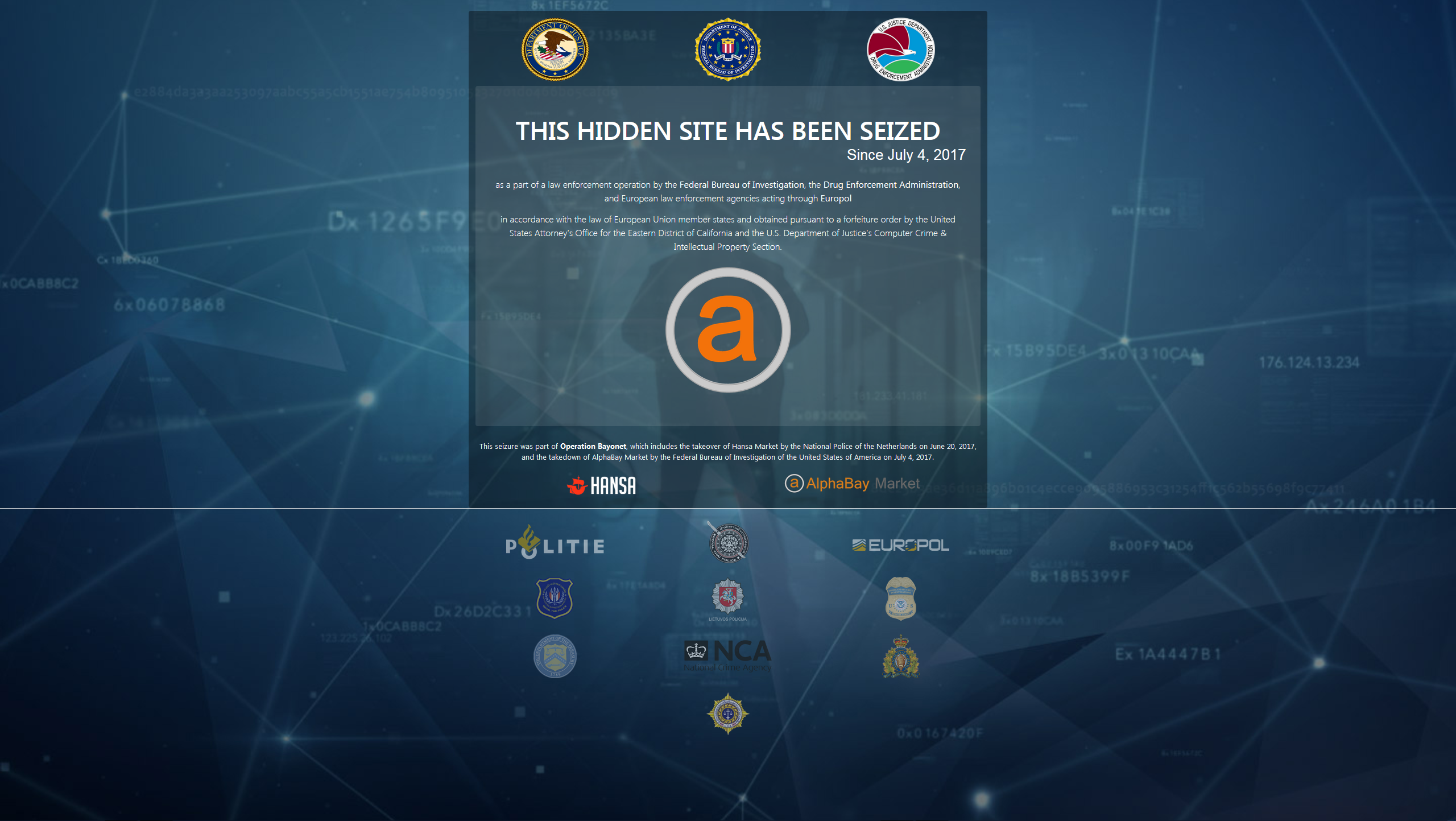
تم ترك هذا الإشعار على خدمة تور المخفية بعد إغلاق الموقع.

بحلول يوليو 2017، كان ألفاباي أكبر بعشر مرات من حجم موقع طريق الحرير (الذي أُغلق في أكتوبر 2013)، حيث كان الموقع يضُم أكثر من 369,000 قائمة، 400,000 مستخدم، وكان تُجرى فيه مُعاملات مالية تتراوح ما بين 600,000 دولار أمريكي - 800,000 دولار أمريكي كل يوم، وقد حصد الموقع سُمعة طيبة وقوية. ومع ذلك، فقد أدت سلسلة من الأخطاء الأمنية التشغيلية الأساسية إلى سقوط الموقع:
- حول الوقت الذي بدأت فيه الخدمة لأول مرة في ديسمبر 2014، استخدم Cazes عنوان بريده الإلكتروني في هوتمايل كعنوان «من» في رسالة البريد الإلكتروني الترحيبية التي يُولدها الموقع في حالة إعادة تعيين كلمة المرور، واستخدمها أيضًا في ملفه الشخصي على منصة لينكد إن، وفي أعماله القانونية في مجال إصلاح الكمبيوتر في كندا.[7]
- استخدم Cazes اسمًا مستعارًا لتشغيل الموقع كان قد استخدمه سابقًا (على سبيل المثال، في منتديات اللعب والمنتديات التقنية) منذ عام 2008 على الأقل، وأعلن بشكل مختلف عن هذه الهوية باسم «المصمم» و «المسؤول» و «المالك» للموقع.
- عندما تم القبض على Cazes، قام هذا الأخير بتسجيل الدخول إلى جهاز الكمبيوتر المحمول الخاص به وقام بإعادة تشغيل إداري على خادم ألفاباي كرد فعل مباشر على هجمة قُوات القانون التي تسببت في فشل اصطناعي للنظام؛ علاوة على ذلك، كان التشفير غائبًا تمامًا على الكمبيوتر المحمول المذكور.[30]
- وبحسب ما ورد، فقد احتوى جهاز الكمبيوتر المحمول الخاص بCazes على بيان شخصي صافي بقيم غير مشفرة يُحدد جميع الأصول العالمية، مما مكن الشرطة من إكمال مصادرتها للأصول بشكل ملائم.
- تمت استضافة الخوادم في شركة في كندا مُرتبطة مباشرة بشخصه.
- احتوت الخوادم على العديد من محافظ العملات المُشفرة المفتوحة (غير المشفرة).
- أدى استخدام Cazes المبهرج لعائداته في شراء الممتلكات وجوازات السفر والسيارات الفاخرة والتفاخر المتكرر عبر الإنترنت حول نجاحاته المالية، بما في ذلك نشر مقاطع فيديو له يقود فيها سيارات فاخرة مُتحصل عليها من خلال العائدات غير القانونية، ليس فقط إلى الكشف عن موقعه الجغرافي، بل أدى أيضا إلى جعل مُهمة رفض الاتصال الخدمة مستحيلة.
- تم الاحتفاظ بالأصول التي تم الحصول عليها من خلال العائدات في مجموعة متنوعة من الحسابات المرتبطة مباشرة بكازيس وزوجته والشركات التي يمتلكونها في تايلاند (نفس الولاية التي عاشوا فيها)، بالإضافة إلى الحسابات الشخصية المملوكة مباشرة في ليختنشتاين وقبرص وسويسرا وأنتيغوا.
- ساعدت تصريحات Cazes حول هدف الموقع — «الذي تم إطلاقه في سبتمبر 2014 وهدفه أن يُصبح الموقع أكبر سوق في الشبكة المظلمة على غرار موقع إيباي» — على إثبات النية بشكل قانوني.

### الجدول الزمني
استغرق إنفاذ القانون شهرًا واحدًا على الأقل للحصول على /ُذكرة قضائية أمريكية، ثم أكثر من شهر واحد للحصول على مذكرات قضائية أجنبية، والتحضير لعمليات التفتيش والحجز وتنفيذها في كندا وتايلاند:
- أوائل مايو 2017 : نشطت قوات تطبيق القانون بشكل يمكن التحقق منه على الموقع منذ هذه الفترة على الأقل.[7]
- 1 يونيو 2017 : أمر صادر عن محكمة مقاطعة الولايات المتحدة للمنطقة الشرقية بكاليفورنيا بالابتزاز والمخدرات وسرقة الهوية والاحتيال على جهاز الوصول، ونقل هوية مزيفة، والاتجار بمعدات صنع الأجهزة بشكل غير قانونية، والتآمر لارتكاب غسيل الأموال.
- 30 يونيو 2017 : صدر أمر باعتقال Cazes في تايلاند بناء على طلب الولايات المتحدة.[31]
- 5 يوليو 2017
  - داهمت الشرطة الكندية شركة تقنيات EBX في مونتريال، شركة Cazes في كندا، إضافة إلى موقع الخوادم المبلغ عنه، وكذلك عقارين سكنيين في تروا ريفيير.[32][33]
  - تم القبض على Cazes في بانكوك في مسكنه في طريق Phutthamonthon Sai 3 في منطقة Thawi Watthana، حيث قامت الشرطة الملكية التايلاندية بتفتيشها بمساعدة مكتب التحقيقات الفدرالي وإدارة مكافحة المخدرات الأمريكية.
- 12 يوليو 2017 : يُشتبه في أن Cazes انتحر شنقًا أثناء احتجازه في مقر مكتب قمع المخدرات في تايلاند في منطقة لاكسي في بانكوك، وقد اكتُشف ذلك حوالي الساعة 7 صباحًا. وقد كان من المقرر أن يتم تسليمه إلى الولايات المتحدة.[34]
- 16 يوليو 2017 : تم الإبلاغ عن اتهام زوجة Cazes بغسيل الأموال.[35]
- 20 يوليو 2017 ؛ أعلن المدعي العام الأمريكي جيف سيشنز عن إغلاق الموقع الإلكتروني.[36]
- 23 يوليو 2017 : أجرى رئيس مكتب مكافحة المخدرات مقابلة واقترح أن القبض على مزيد من المشتبه بهم سيكون قريبا.[37]